# Música do México
A música do México é muito diversificada e apresenta uma ampla gama de diferentes estilos musicais. Foi influenciada por uma variedade de culturas, principalmente a indígena mexicana e a cultura europeia, desde a Idade Média. Muitas músicas tradicionais do México são bastante conhecidas em todo o mundo, embora muitos admiradores destas canções desconheçam seu país de origem, entre elas destaca-se "Bésame Mucho", "La Bamba", "Rebelde", "Solamente una Vez", "La Bikina", "Cielito Lindo", "Somos Novios", "El Rey", "María Bonita", "México Lindo y Querido". "La Cucaracha", embora popularizada durante a Revolução Mexicana.

## Música popular tradicional
A música popular tradicional mexicana pode ser classificada por:
- agrupamento (número de integrantes, disposição) - Conjunto huasteco, Mariachi, Trio, Conjunto calentano, Conjunto jarocho, Marimba orchestra.
- gêneros musicais - Ranchera, Son huasteco, Son jarocho, Danzón, Bolero, Son istmeño, Son jaliscience, Chilena, Son calentano, Son planeco, Canción cardenche.

### Música Ranchera
Na definição literal do termo música ranchera são canções cantadas em um rancho ou fazenda mexicana, originada em meados do século XIX. A música ranchera se preocupa com temas tradicionais do patriotismo, amor e natureza. Sua forma é padronizada com uma introdução instrumental e conclusão, as letras são bastante simples, com as últimas notas dos versos, linhas e estrofes se repetindo ao longo da canção. Este gênero musical é marcado por canções muito poderosas para expressar o sentimentalismo associado ao amor de uma pessoa por seu país.

### Música regional

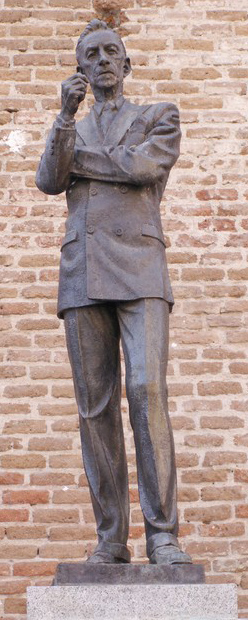
Estátua de Agustín Lara (El Flaco de Oro) em Madrid.

A música regional mexicana desenvolveu-se a partir da mistura de música espanhola com música indígena de diferentes regiões. São sub-gêneros da música folclórica que apresenta considerável variação de ritmo e instrumentação, de acordo com o seu lugar de origem.
- Son Huasteco, originário do território Huasteca, este ritmo é tocado nos estados de Hidalgo, Veracruz, San Luis Potosí e Zacatecas. O som é marcado pelo trio de intrumentos violão huapanguero, jarana huasteca e violino.
- Son jarocho, tem origem no estado de Veracruz.
- Son jaliscience, gênero originando em Jalisco.
- Chilena, tem suas origens na Costa Chica, uma região de Guerrero e Oaxaca.
- Calentano, gênero musical da Tierra Caliente.
- Abajeño, originário de Jalisco, Colima e Michoacán.

Um manuscrito espanhol dos anos 1560 lista instrumentos e músicos astecas, dando conta inclusive de padrões rítmicos, o que permitiu aos pesquisadores estabelecer paralelos entre essa música pré-colombiana com a música oriental. Até a chegada dos conquistadores espanhóis, o templo do deus Xochipilli era possivelmente o centro musical da civilização asteca.

## Música clássica

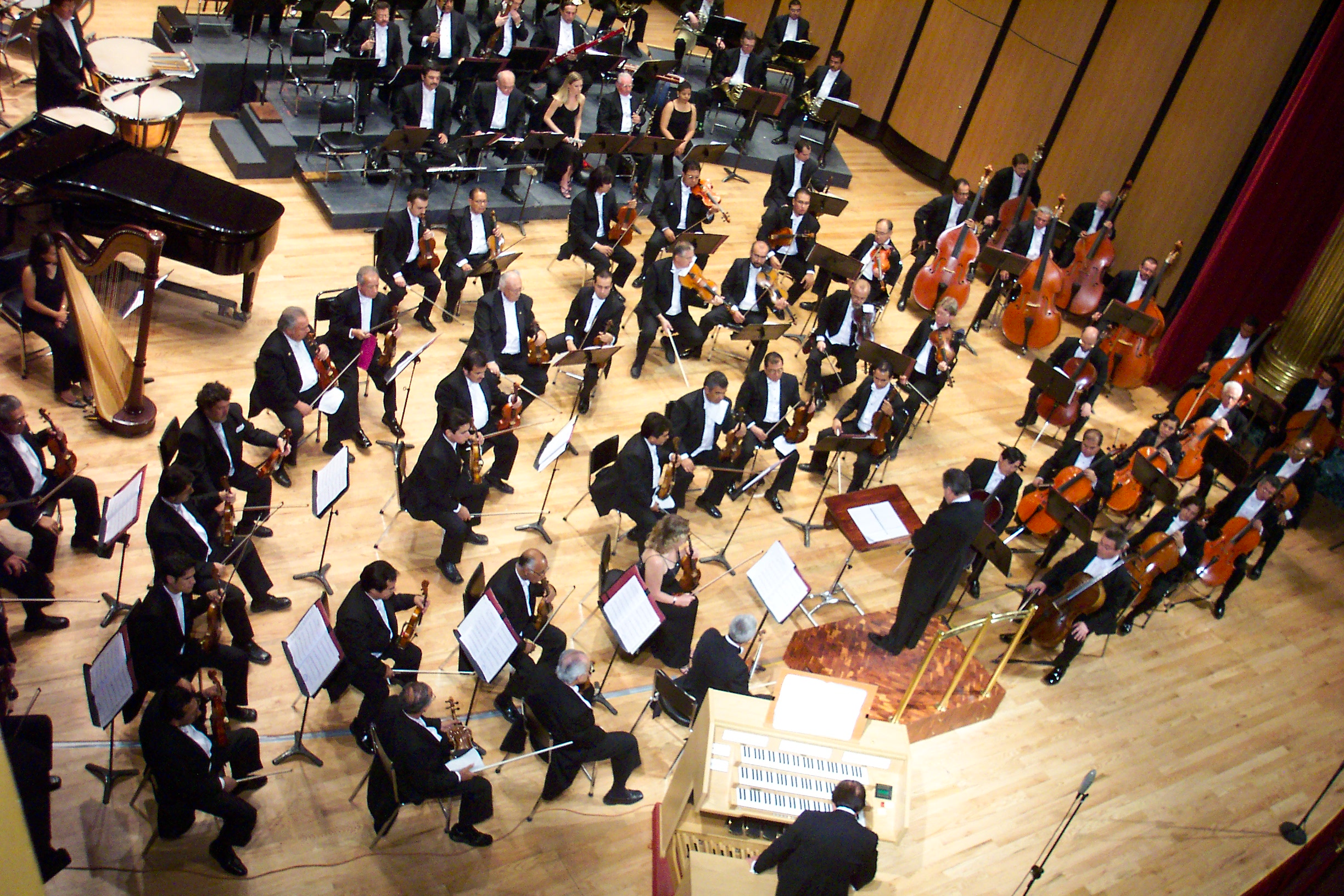
Orquestra Sinfônica de Jalisco.

A colonização levou a um processo de cristianização e as tradições locais aos poucos foram deixadas de lado. A partir daí, a música da igreja passou a ser a mais executada no México, e a influência espanhola perdurou inclusive após a independência do país.
O México tem uma longa tradição de música clássica, tanto no passado, como no século XVI quando ainda era uma colônia espanhola. A música da Nova Espanha, especialmente a de Juan Gutiérrez de Padilla e Franco Hernando, é cada vez mais reconhecida como uma contribuição significativa para a cultura do novo mundo.
A cidade de Puebla foi um centro importante de composição de música no século XVII, pois a cidade tinha uma riqueza considerável e por um tempo foi presidida pelo bispo Juan de Palafox y Mendoza, que foi um patrono entusiasta da música. Entre os compositores durante este período incluíam Bernardo de Peralta Escudero e também Juan Gutiérrez de Padilla, que foi o compositor mais famoso do século XVII no México.
A construção da catedral de Puebla possibilitou a composição e apresentação da música antifonal, especialmente composições no estilo antifonal veneziano. No final do século, Miguel Matheo de Dallo y Lana adaptou e musicalizou os versos da poetisa Sóror Juana Inés de la Cruz.
No século XVIII, Manuel de Sumaya, maestro de capela na catedral da Cidade do México, escreveu muitas cantadas e villancicos, e ele foi o primeiro mexicano a compor uma ópera, "La Partenope" (1711). Depois dele, Ignacio Jerusalém, um compositor italiano de nascimento, trouxe alguns dos mais recentes estilos de ópera, bem como a iniciação estilos clássicos (galant) para o México. Sua composição mais conhecida é provavelmente a "Matins para la Virgen de Guadalupe" (1764). Jerusalém foi maestro de capela na catedral da Cidade do México após Sumaya, de 1749 até sua morte em 1769.
No século XIX as valsas de Juventino Rosas alcançaram reconhecimento mundial. Manuel María Ponce é reconhecido como um compositor importante para o violão clássico espanhol, responsável pela ampliação do repertório para este instrumento. Ponce também escreveu um rico repertório para piano solo, piano e conjuntos, e piano e orquestra, este foi o desenvolvimento do primeiro período do nacionalismo modernista, utilizando recursos nativos americanos e europeus, mas fundindo-os em um estilo novo e original.
A independência do México incutiu um sentimento nacionalista em alguns compositores, que buscaram estabelecer um estilo próprio mexicano, entre eles: Aniceto Ortega, Melesio Morales, Filipe Villanueva e Juventino Rosa. Com a fundação do Conservatório Nacional do México, outros compositores surgiram e se destacaram, como Ricardo Castro e Gustavo Campa.
No século XX, destaca-se Carlos Chávez, um compositor notável, que escreveu sinfonias, balés e um amplo catálogo de música de câmara, dentro de uma variada orientação estética. Outro compositor reconhecido é Silvestre Revueltas, que escreveu peças como "La Noche de los Mayas", "Homenaje a García Lorca", "Sensemayá" - baseado em um poema de Nicolas Guillen, e suites orquestrais como "Janitzio" e "Redes" - originalmente escrito para o cinema. José Pablo Moncayo, com composições como "Huapango", e Blas Galindo com "Sones de Mariachi", são também reconhecidos como adaptadores mexicanos na música sinfônica. Mais tarde, outro que viria a contribuir com a tradição da música clássica é Arturo Márquez, também internacionalmente conhecido por sua maestria orquestral e vivacidade melódica.
No mesmo século, são destaques também Manuel María Ponce, Julián Carrillo, Daniel Ayala, Salvador Contretas e José Pablo Moncayo.
Em 1922, Julian Carrillo (violinista, compositor, maestro, teórico e inventor), criou o primeiro sistema microtonal na história da música clássica. Nos anos subsequentes, ele também desenvolveu e construiu harpas e pianos capaz de reproduzir música em fragmentos de tom, como quartos, sextos, oitavos e semicolcheias. Seus pianos ainda são fabricados na Alemanha e são usados para tocar música Carrillo, principalmente na Europa e no México.
Outro compositor contemporâneo mexicano foi Conlon Nancarrow (nascido nos Estados Unidos), que criou um sistema para reproduzir música pianola, uso e desenvolvimento de teorias de politempo e polimetrics.
1. Alguns compositores que difundiram a música clássica mexicana durante a segunda metade do século XX foram Alicia Urreta, Manuel Enríquez, Mario Lavista e Julio Estrada. Alguns deles também contribuíram para o desenvolvimento acadêmico de ensino da música nas universidades americanas, um trabalho também enriquecido por Daniel Catán, Carlos Sanchez-Gutierrez, Guillermo Galindo, Carlos Sandoval, Ignacio Baca-Lobera, Vázquez Hebert, Ricardo Zohn-Muldoon e Samuel Zyman. No outro lado do Atlântico os compositores de uma nova geração, Javier Álvarez, Ana Lara, Víctor Rasgado, Juan Trigos, Hilda Paredes, Javier Torres Maldonado, Gabriel Pareyon, e Georgina Derbez, também têm contribuído para a vida acadêmica e artística.

## Música popular

### Música popular de raízes folclóricas
As canções e danças folclóricas, características das diferentes regiões do país, são acompanhadas de diversos tipos de conjuntos musicais onde o principal instrumento é a guitarra. A banda de mariachis é originária de Jalisco. Normalmente interpretam músicas rancheiras cujos temas podem variar, mas sempre abordam temas românticos. O corrido, uma balada folclórica narrada em rimas de quatro versos, derivada da romanza espanhola, é provavelmente a maior contribuição mexicana à música folclórica da América.Outras danças que se destacam é o danzón, o cha-cha-cha, a sadunga, a jarana e o jarabe tapatío. São interpretes e compositores famosos da música mexicana, entre outros: Agustín Lara, Jorge Negrete, Pedro Infante, Chavela Vargas, Lucha Reyes, Miguel Aceves Mejía, José Alfredo Jimenez, Armando Manzanero y Los Panchos.Algumas das danças e instrumentos pré-hispanicos sobrevivem. As danças mais conhecidas são as dos concheros e dos voladores. Quanto aos instrumentos destaque para o huéhuetl e o teponaztli, ambos de percussão, além de numerosas flautas de cerâmica e cana.Por último, devemos mencionar algumas das jovens bandas mexicanas que passaram a fronteira do país: El Tri, Maldita Vecindad, Caifanes e Maná.

#### Banda
O gênero musical Banda foi criado a partir da imitação de bandas militares que foram importadas para o país durante o Segundo Império Mexicano (nome do fase governamental chefiada por Maximiliano de Habsburgo na década de 1860). O gênero Banda soa muito similar à música polka, certamente uma influência dos imigrantes poloneses que se estabeleceram no estado de Sinaloa. O gênero foi popularizado durante a Revolução Mexicana, quando as autoridades locais e estadais formaram suas próprias bandas para tocar nas praças da cidade. Líderes revolucionários como Pancho Villa, também tiveram bandas intinerantes junto com eles onde quer que fossem. O gênero Banda até hoje permanece popular em todo os estados centrais e do norte do México. No entanto, é marcado por um diversificado nuance de estilos, devido às regiões, instrumentos e modernização. Hoje em dia as pessoas costumam referirem-se ao gênero por Banda Sinaloense ou apenas Sinaloense. Isto se deve ao fato de que, na década de 1940, o conjunto musical Banda el Recodo, responsável por popularizar o gênero, era de Sinaloa e seu repertório era composto exclusivamente com canções desta região. Porém, na verdade, o gênero Banda é uma música regional de todo o México.
Diferentemente do Tamborazo Zacatecano, o principal instrumento da música Sinaloense é a tuba. Frequentemente nota-se, em certas canções, o uso de um acordeão. A Banda Sinaloense experimentou certa popularidade internacional da década de 1990. O grupo que mais se destacou foi a Banda el Recodo que era conhecida como "mãe de todas as bandas". Outras agrupamentos musicais que também se destacaram são: La Arrolladora Banda El Limón de René Camacho, Banda La Costeña, Joan Sebastian, El Coyote y su Banda Tierra Santa, El Chapo de Sinaloa, Julio Preciado, Banda Machos, Valentín Elizalde e Sergio Vega.
O Tamborazo Zacatecano originou-se no estado de Zacatecas, como seu o próprio nome indica. Este estilo de Banda é tradicionalmente composto por dois trompetes, dois saxofones, um trombone e de tambores.

#### Mariachi

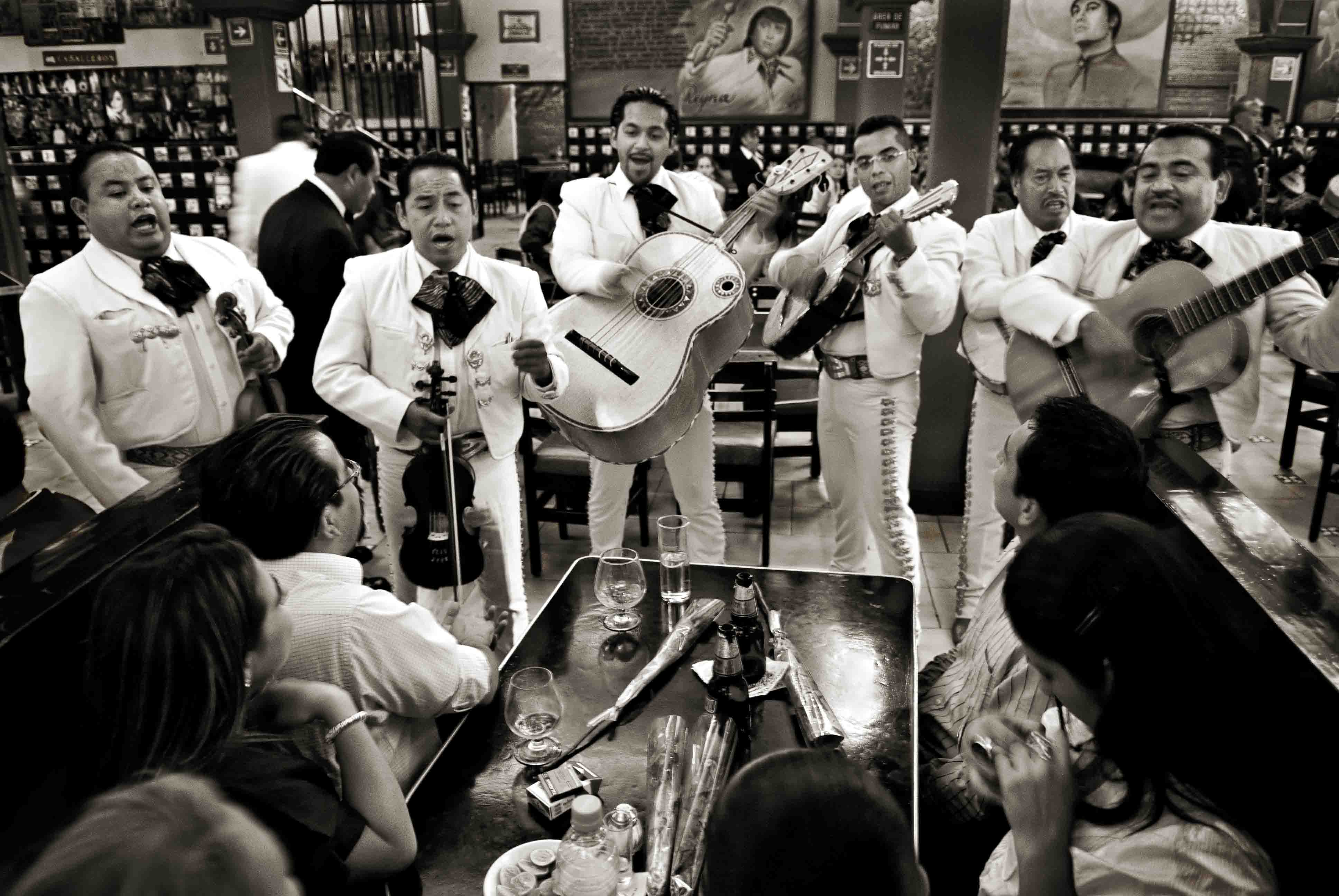
Mariachis se apresentando na Cidade do México.

O estilo musical Mariachi originou-se no estado de Jalisco, particularmente na cidade de Cocula, perto de Guadalajara, bem como nos estados vizinhos do oeste do México. A música Mariachi é bastante popular em todo o México e no sudoeste dos Estados Unidos, e é considerado representante da música e cultura mexicana. Este estilo de música é tocada por um grupo composto por cinco ou mais músicos que usam vestimenta típicas de zonas rurais daquele país.
Existem diferentes teorias quanto à proveniência da palavra "mariachi". Alguns dizem que vem da palavra francesa mariage porque era o tipo de música tocada em casamentos, outros refutam essa teoria (aparentemente, a palavra estava em uso no México antes da chegada dos franceses). Acredita-se também que a palavra pode ser originária de uma língua nativa, Coca; nesta língua "mariachi" é o nome do tipo de madeira usada para fazer a plataforma na qual os músicos se apresentam.
A bandas Mariachi mais tradicionais faziam uso de, pelo menos, dois violinos, um violão, um guitarrón (guitarra grande) e uma vihuela (similar a uma guitarra, mas com uma volta redonda que soa em um tom mais alto do que a guitarra tradicional). Hoje em dia as bandas Mariachi também costumam incluir trombetas, e às vezes uma harpa.
Entre os interpretes mais famosos do gênero estão Pedro Infante, Miguel Aceves Mejia, Vicente Fernández, Pedro Fernández, Alejandro Fernández, Antonio Aguilar e Lucero.

#### Norteño

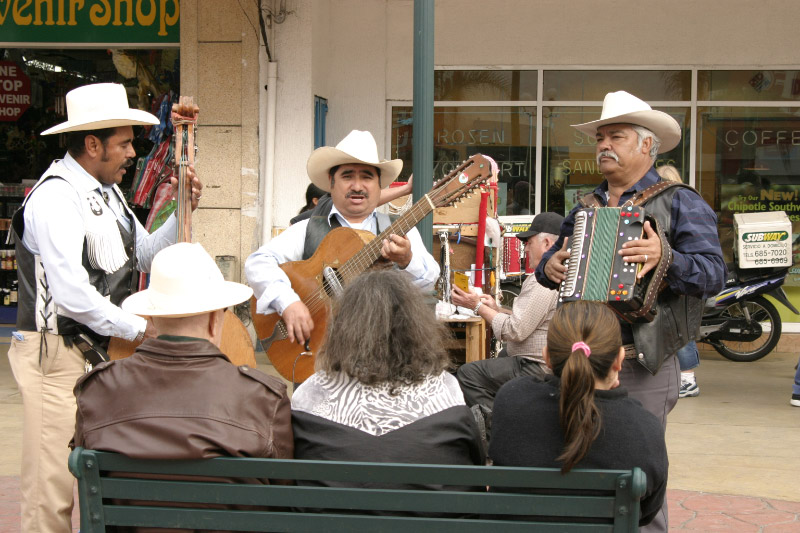
Conjunto musical norteño.

Outro estilo de música popular de raiz muito importante é o Norteño ou música Norteña (ou ainda 'música do norte'), que vem servindo de base para o desenvolvimento de sub-gêneros musicais. A música Norteña, assim como música Tejana, surgiu nas décadas de 1830 e de 1840 na região do Rio Grande, no sul do Texas. Influenciados tanto pela música boêmia como pelos imigrantes mineiros, seu ritmo foi derivado das polcas europeias, que eram populares durante os anos de 1800. Atualmente o gênero vem despertando interesse dos jovens e ganhando espaço na mídia por ser utilizado nas músicas eletrônicas de fusão, dando origem ao estilo Nortec, junção das palavras "norteño" e "techno".

### Música popular de raízes latina

#### Influência cubana
A Rumba chegou ao México, através dos escravos africanos, em Veracruz, na Cidade do México e em Yucatán. O estilo nasceu em Cuba e mais tarde tornou-se famoso na comunidade negra do México. Desde o início do século XX o bolero é tocado em Yucatán, e o Danzón em Veracruz. Ambos os estilos se tornaram muito populares em todo o país, e um estilo mexicano dos dois ritmos foi criado.
Na década de 1940 os cubanos Perez Prado e Benny Mais emigraram para o México, eles trouxeram com eles o Mambo, que se tornou extremamente popular, especialmente na Cidade do México, mais tarde o Mambo deu origem ao Cha cha cha que também se tornou muito popular.

#### Cúmbia
A história da cúmbia no México é quase tão antiga como a cúmbia na Colômbia. Na década de 1940 cantores colombianos, emigraram para o México, onde trabalharam com o diretor mexicano de orquestra Rafael de Paz. Nos anos 50 eles gravaram o que muita gente acha que foi a primeiro canção de cúmbia fora da Colômbia, "La Cumbia Cienaguera". Elea gravaram outros sucessos como "Mi Gallo Tuerto", "Caprichito" e "Nochebuena". A partir de então a cúmbia começou a se popularizar no México, com Tony Camargo como um dos primeiros expoentes da cúmbia mexicana.
Na década de 1970 Aniceto Molina também emigrou para o México, onde se juntou ao grupo do estado de Guerrero, La Luz Roja de San Marcos, e gravou populares cumbias tropicais como "El Gallo Mojado", "El Peluquero", e "La Mariscada". Também na década de 1970 o cantor Rigo Tovar se tornou muito popular com sua fusão de cúmbia com balada e rock.
A cúmbia hoje é tocada de diversas maneiras diferentes, e tem pequenas variações dependendo da área geográfica como cúmbia andina mexicana, cumbia norteña, tecno-cúmbia. Entre os mais populares compositores e intérpretes da cúmbia mexicana estão Mike Laure, Tony Camargo, Rigo Tovar y su Costa Azul, Los Angeles Azules, Tropicalísimo Apache, Los Sonors, Celso Piña, Grupo Cañaveral, Grupo Soñador, Alberto Pedraza, Chico Ché, Efren David, Los Askis, Los Caminantes, Los Llayras, Grupo Bronco e Selena.

### Música popular contemporânea

#### Pop mexicano

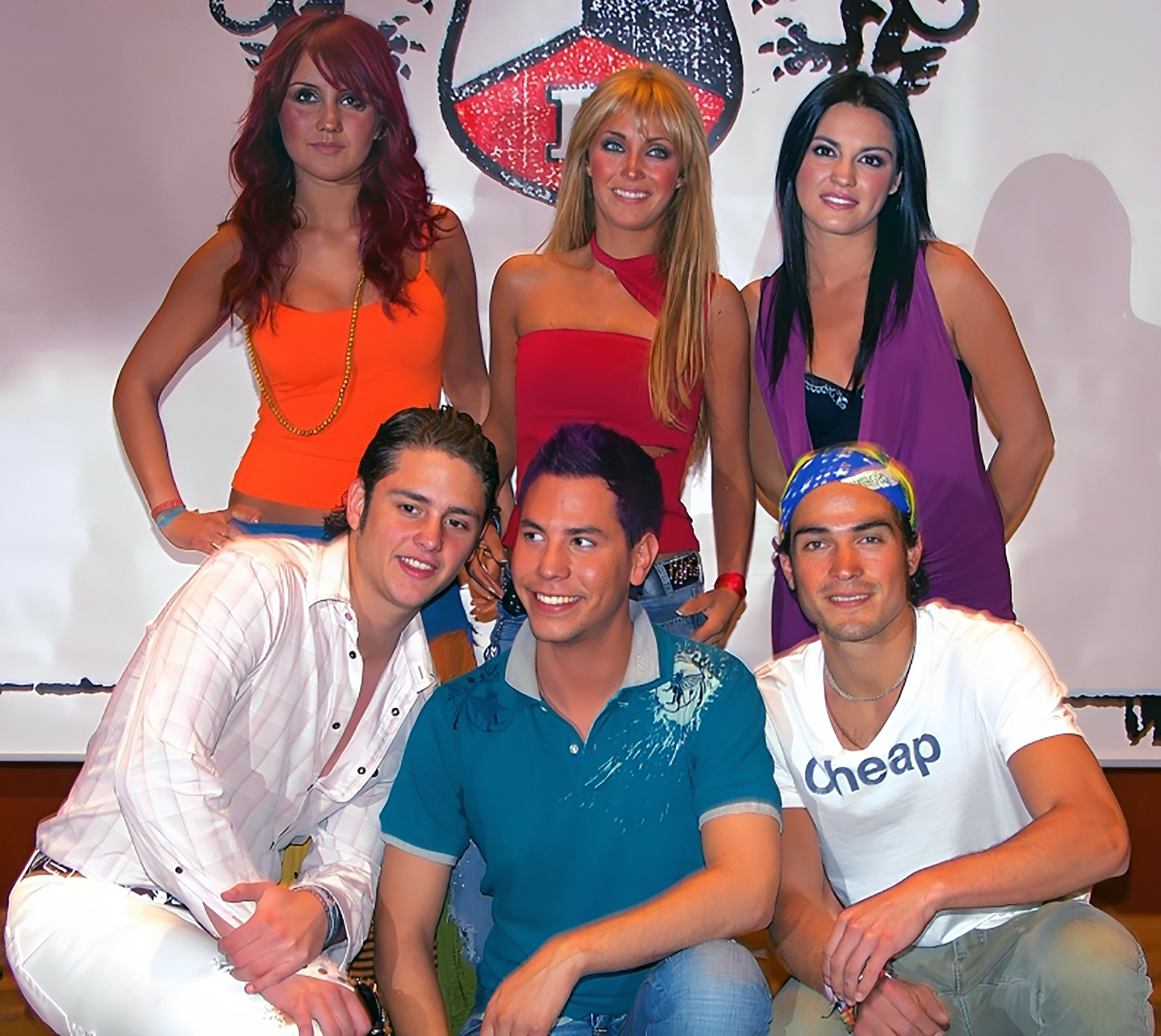
O RBD foi o primeiro grupo mexicano da década de 2000 a romper barreiras linguísticas, cantando em espanhol, português e inglês.

O mercado de música mexicana serve como uma plataforma de lançamento para o estrelato para uma série de artistas mexicanos, que estão interessados em ampliar o mercado de sua música. Tal foi o caso de Julio Iglesias, Enrique Iglesias, Chayanne, Alejandro Sanz, Laura Pausini, Aventura, Juanes, Mecano, Sonica, Daddy Yankee, King J. & Maximan, Wisin & Yandel e Ricky Martin, entre muitos outros. De acordo com o Top 100 da América, o México tinha mais de 90 sucessos na América Latina durante 2006, quase um terço a mais do que seu concorrente mais próximo, os Estados Unidos.
Entre os mais conhecidos cantores pop mexicanos da atualidade estão os grupos RBD, Belanova, Camila, Ha*Ash, Jesse & Joy, Motel, Reik, OV7, Kabah e Jeans, as cantoras Thalía, Paulina Rubio, Gloria Trevi, Anahí, Yuri, Ana Gabriel, Maite Perroni, Dulce María, Danna Paola, Belinda, Paty Cantú, Fey, Lucero, Denisse Guerrero, Julieta Venegas e Yuridia e os cantores Luis Miguel, Marco Antonio Solís, Carlos Rivera, Alejandro Fernández e Cristian Castro.

#### Rock mexicano
Na década de 1960 e 1970, durante o governo do Partido Revolucionário Institucional, as bandas de rock mexicanas foram forçadas a migrar para o cenário underground, que foi a época logo após o Avandaro (um festival musical mexicano semelhante ao Festival de Woodstock), no qual grupos como El Tri, Enigma, The Tetas Tetas, Javier Batiz e muitos outros surgiram. Durante esse tempo o mexicano Carlos Santana ganhou fama depois de tocar no Woodstock. Durante os anos 80 e 90 muitas bandas mexicanas passaram para a fazer parte dos circuitos populares de música e bandas de rock como Molotov, Control Machete, Café Tacuba, Los Caifanes, Maná, Julieta Venegas, Ely Guerra e Maldita Vecindad conquistaram muitos seguidores. Estes últimos são "avôs" do movimento ska latino. A Cidade do México também tem um movimento considerável de bandas que tocam o surf rock. Recentemente o México passou por um "renascimento" do rock nacional com bandas como Jumbo, Zoé, Porter, Los Daniels, etc. que popularizaram o gênero novamente. Muitos músicos norte-americanos de descendência latina também se inspiraram nos ritmos e sons da música mexicana, incluindo Ritchie Valens, The Champs, Los Lobos e Los Lonely Boys.

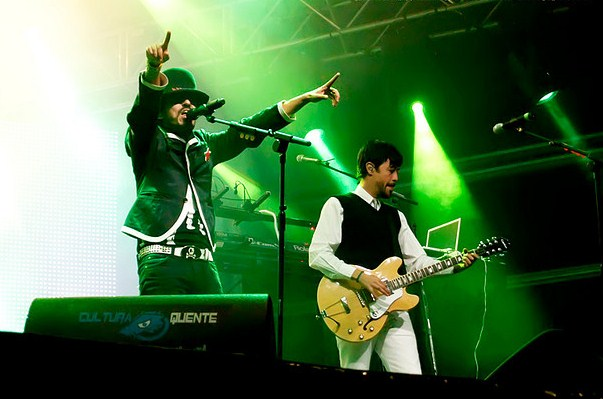
Café Tacuba se apresentando em Pontevedra, Espanha.

O movimento de rock mexicano começou no final dos anos 1950 e início dos anos 1960, se tornando popular rapidamente, e teve seu ápice nos anos 80 e 90, com sons e estilos autênticos. Uma das primeiras bandas de rock mexicana surgiu na zona leste leste de Los Angeles, "Los Nómadas". Eles foram uma das primeiras bandas racialmente integrada dos anos 50, composta por 3 garotos latinos, Chico Vasquez, JD Moreno, Abel Padilla, e um garoto caucasiano Bill Aken. Aken, filho adotivo de violonista clássico Francisco Mayorga e a atriz mexicana de cinema Lupe Mayorga, foi incentivado por um amigo da família, o guitarrista de jazz Ray Pohlman e mais tarde seria conhecido como Zane Ashton, mas sua parceria artística com os outros integrantes da banda seria para toda a vida.
O rock mexicano procura  explorar os instrumentos tradicionais e histórias do México em suas canções. O rock mexicano junto com o rock americano continuam a ser muito populares no México, superando outras interpretações culturais do Rock and Roll.

#### Música alternativa
Uma gama eclética de influências está no coração da música latina alternativa , uma vertente da música criada por jovens cantores que buscam trabalhar não só com a música de seu país, mas também com o rock, hip-hop e música eletrônica. Isso representa uma mudança sonora longe de regionalismo e aponta para uma nova identidade global latina. Como é o caso da banda Belanova, hoje considerados pioneiros do electro-pop em espanhol.
A expressão "música latina alternativa" (latin alternative) foi cunhada na década de 1990 por executivos de gravadoras, como forma de vender música que estava sendo executada em todo o continente, mas que fugia do conceito de "popular" e das tradicionais propostas comerciais das gravadoras fonográficas. Esse tipo de música foi concebido como uma alternativa para as produções musicais latinas altamente pop que dominavam as rádios comerciais de língua espanhola, como Ricky Martin, Thalía ou Paulina Rubio.
Dentro deste cenário incluem-se artistas de diversos gêneros (rock, pop, folclore, hip-hop, etc.) como Kinky, Sonex, The Villalobos Brothers, Liquits, Natalia Lafourcade, Cartel de Santa e até mesmo Café Tacuba, que se propuseram a desafiar as expectativas tradicionais da música latina.

### Jazz
Alguns dos principais expoentes da música jazz mexicana são Leo Acosta, Tino Contreras, Juan García Esquivel, Luis Ocadiz, JJ Calatayud, Arturo Castro, Chilo Morán, Popo Sánchez, e Eugenio Toussaint. Antonio Sanchez também é um baterista de jazz da Cidade do México muito conhecido.

### Música eletrônica
Alguns dos melhores compositores mexicanos música eletrônica e mídias eletroacústica são Antonio Russek, Javier Torres Maldonado, Rodrigo Sigal, Rogelio Sosa, Guillermo Galindo, Murcof e Manuel Rocha Iturbide, que estão vem participando de festivais e da realização de workshops de música experimental e arte, na Cidade do México e Paris. Já a música eletrônica de fusão mexicana tem como maior expoente os projetos Nortec Collective e Mexican Institute of Sound.